# Física biológica
A física biológica constitui o campo do conhecimento no qual se estudam os processos físicos que governam os sistemas vivos. O estudo consiste na construção de modelos para estudar a complexa rede de interações da matéria viva e aperfeiçoar os potenciais que determinam a associação e organização de estruturas microscópicas em macro estruturas.
A diferença entre a física biológica e a biofísica é a maneira de abordar os sistemas biológicos. O foco da física biológica é o estudo de sistemas a nível molecular e celular utilizando princípios físicos como: mecânica estatística, teoria cinética, hidrodinâmica, mecânica do contínuo, dinâmica não linear, física de colóides, entre outros. A física de biopolímeros, estudo de funções moleculares, biomecânica, bioinformática, opto-eletrôníca molecular, também são alvos de estudos.
O estudo de sistemas biológicos como foco da física biológica agrega a essa ciência um caracter multidisciplinar. O estudo envolve conhecimentos de física, matemática, biologia, computação, bioengenharia entre outros.